# 廢物 (電影)
《廢物》，為台灣導演樓一安的第二部劇情長片，以「人文視野」切入「農地種別墅」等炒地皮的荒謬，突顯農村面臨的窘境。由徐華謙、高慧君、潘親御、邱偲琹、林志儒、楊宗樺等主演。本片入選2013年高雄電影節「台灣越界」（Trans-border Taiwan）單元。電視電影版本《月光森林》，則於客家電視台「客家電視電影院」「南風。六堆」系列播出。

## 演員

### 主要演員
- 徐華謙 飾 秀仔
- 高慧君 飾 美霞
- 潘親御 飾 阿泮仔
- 邱偲琹 飾 玉梅
- 林志儒 飾 添進
- 楊宗樺 飾 阿傑

### 其他演員
- 雷　修
- 莫子儀 飾 阿祥（特別客串）
- 徐麗雯（特別客串）

## 影展
- 2013年10月25日：第13屆高雄電影節
- 2014年3月26日：第38屆香港國際電影節

## 外部連結
- 高雄電影節【台灣越界】：廢物 The Losers （页面存档备份，存于）
- 客家電視電影院【南風．六堆】：月光森林（右堆 美濃） （页面存档备份，存于）
- 《廢物》的Facebook專頁
- Yahoo奇摩電影上《廢物》的資料（繁體中文）
- MSN娛樂上《廢物》的資料（繁體中文）

- 開眼電影網上《廢物》的資料（繁體中文）
- 豆瓣电影上《廢物》的資料 （简体中文）
- 香港影庫上《廢物》的資料（繁體中文）
- 互联网电影数据库（IMDb）上《廢物》的资料（英文）